# 1984 في النرويج
فيما يلي قوائم الأحداث التي وقعت خلال عام 1984 في النرويج.

## سياسة

### تعيين في المنصب
- 1 يناير – أرنولف اولسن Mayor of Hammerfest ‏.

## رياضة
- 1 يناير – الدوري النرويجي الممتاز 1984 الفائز نادي فوليرينغا.
- 1 يناير – دوري كرة القدم النرويجي الدرجة الأولى 1984 الفائز نادي ميوندالن.
- 1 يناير – كأس النرويج 1984 الفائز نادي فريدريكستاد.

## مواليد

### يناير
- 1 يناير – كاميلا نورث مغنية نرويجية.
- 8 يناير – كريستوفر داهل لاعب كرة قدم نرويجي.

### فبراير
- 5 فبراير – بيتر فاجان موين لاعب كرة قدم نرويجي.
- 5 فبراير – تروند اولسن لاعب كرة قدم نرويجي.
- 26 فبراير – ايسبين روود لاعب كرة قدم نرويجي.

### أبريل
- 6 أبريل – كريستوفر إلياسن لاعب كرة قدم نرويجي.

### مايو
- 1 مايو – إرليند ماميلوند لاعب كرة يد نرويجي.
- 9 مايو – كريشيان فليتي إونستاد لاعب كرة قدم نرويجي.
- 14 مايو – لارس بيتر نوردهاوق درّاج طريق نرويجي.
- 17 مايو – برانيمير بولجاك لاعب كرة قدم نرويجي.
- 25 مايو – ماريون رافن مغنية نرويجية.

### يونيو
- 5 يونيو – تروند إريك بيرتيلسن لاعب كرة قدم نرويجي.
- 16 يونيو – جون جورج دالي سياسي نرويجي.

### يوليو
- 6 يوليو – جون سامويلسن لاعب كرة قدم نرويجي.
- 13 يوليو – إيدا ماريا مغنية نرويجية.
- 15 يوليو – لين جوروم سولاند لاعبة كرة يد نرويجية.

### أغسطس
- 1 أغسطس – لين كريستين ريجيلهوث كورين لاعبة كرة يد نرويجية.
- 18 أغسطس – جوليا باش، ويج ممثلة نرويجية.

### سبتمبر
- 5 سبتمبر – إريك هوسيكليب لاعب كرة قدم نرويجي.
- 29 سبتمبر – روني يارستين لاعب كرة قدم نرويجي.

### نوفمبر
- 28 نوفمبر – ريتشارد كولمان منافِس أوليمبي أسترالي.

## وفيات

### فبراير
- 8 فبراير – ليف هالس (مواليد 1896)

### مارس
- 9 مارس – كريستيان يوهانسون (مواليد 1907)
- 28 مارس – أريلد داهل (مواليد 1902) مصارع هاوي نرويجي.

### أبريل
- 14 أبريل – أندرس هاوغن (مواليد 1888)
- 23 أبريل – إرلينغ نيلسن (مواليد 1910) ملاكم نرويجي.
- 26 أبريل – هيلج لفلاند (مواليد 1890) منافِس أوليمبي نرويجي.

### يونيو
- 5 يونيو – هنريك إدلاند (مواليد 1905)

### أغسطس
- 24 أغسطس – جون يونسن (مواليد 1892) سباح نرويجي.

### سبتمبر
- 4 سبتمبر – بيارن يونسن (مواليد 1892) لاعب جمباز فني نرويجي.

### نوفمبر
- 20 نوفمبر – تريغفه براتلي (مواليد 1910) سياسي نرويجي.